# Sonamura
Sonamura è una suddivisione dell'India, classificata come nagar panchayat, di 9.997 abitanti, situata nel distretto del Tripura Occidentale, nello stato federato del Tripura. In base al numero di abitanti la città rientra nella classe V (da 5.000 a 9.999 persone).

## Geografia fisica
La città è situata a 23° 28' 19 N e 91° 15' 59 E e ha un'altitudine di 14 m s.l.m..

## Società

### Evoluzione demografica
Al censimento del 2001 la popolazione di Sonamura assommava a 9.997 persone, delle quali 5.141 maschi e 4.856 femmine. I bambini di età inferiore o uguale ai sei anni assommavano a 1.141, dei quali 586 maschi e 555 femmine. Infine, coloro che erano in grado di saper almeno leggere e scrivere erano 7.272, dei quali 3.975 maschi e 3.297 femmine.